# Krithe aequabilis
Krithe aequabilis is een mosselkreeftjessoort uit de familie van de Krithidae. De wetenschappelijke naam van de soort is voor het eerst geldig gepubliceerd in 1986 door Ciampo.